# Erodium recoderi
Erodium recoderi är en näveväxtart som beskrevs av R. Auriault och G.-g. Guittonneau. Erodium recoderi ingår i släktet skatnävor, och familjen näveväxter. Inga underarter finns listade i Catalogue of Life.